# Hesperbach

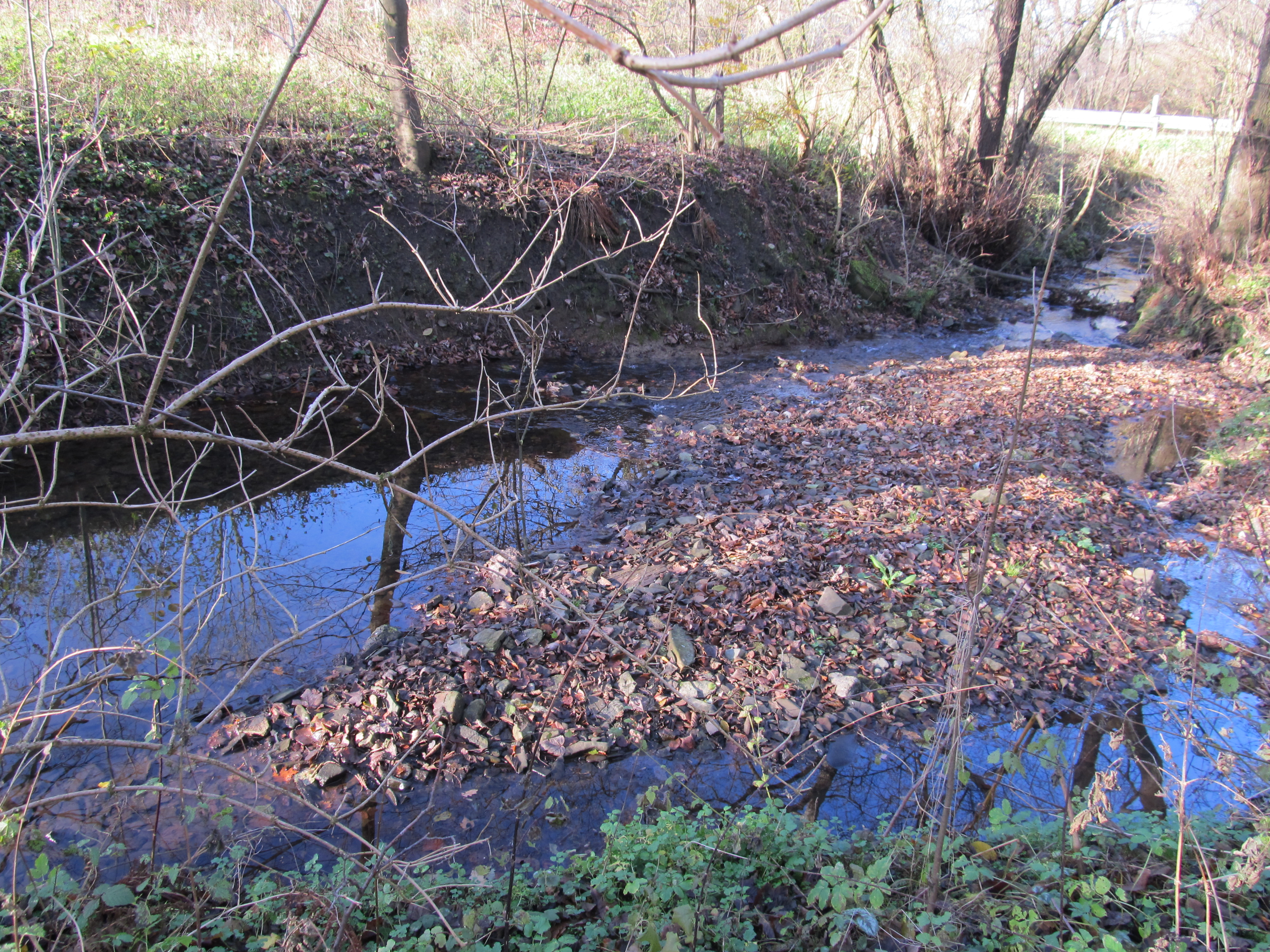
Kiesbänke

Der Hesperbach (oder die Hesper) ist ein geografisch linksseitiger Nebenfluss der Ruhr in Nordrhein-Westfalen, Deutschland.

## Etymologie
Die frühesten urkundlichen Erwähnungen des Bachs waren hesepe (827) und hesapa (841). In diesen frühen Namen findet sich das altgermanische -apa (= Wasser, Bach) wieder, wie es vielfach in abgeleiteten Formen in den Gewässernamen der Region zu finden ist. Das altgermanische Wortstamm Hês in Hesapa, Hesper,  bedeutet „die im Niederwaldbetrieb stehende Hecke oder de[n] Wurzelstock, aus dem die jungen Stämme wachsen“ (vgl.  Heister). Hesper-Bach stellt mit seinem Suffix Bach eine spätere Doppelform dar, da alleine schon Hesper die Bedeutung Waldbach besitzt.

## Geographie

### Verlauf
Der Hesperbach entspringt etwa 230 Meter über dem Meeresspiegel im nördlichen Velberter Stadtgebiet im Stadtteil Röttgen. Nach einer Strecke von 7,7 Kilometern mündet er bei Haus Scheppen, im Essener Stadtteil Fischlaken, in die Ruhr. Nach seiner Quelle am Rande einer Mülldeponie (dem ehemaligen Plöger-Steinbruch) in Velbert passiert der junge Bach einige Höfe, bis er zu drei größeren Regenwasserrückhaltebecken gelangt. Kurz darauf vereinigt er sich mit einigen Nebengewässern und fließt weiter nordwärts, um sich hier mit den größten Nebenbächen zu vereinigen. Nun passiert der Bach die Stadtgrenze Essens, wo er seinen Mittellauf erreicht. Durch die Zuflüsse ist der Hesperbach hier stark verbreitert und gesäubert. Durch das weitgehend naturbelassene Bachbett seines Mittellaufs weist er hier viele Charakteristika eines Mittelgebirgsbaches auf, so auch ein Vorkommen des Eisvogels und der Wasseramsel. Nachdem er die Wälder hinter sich gelassen hat, fließt der Bach erneut an einigen Höfen und denkmalgeschützten Fabriken vorbei, die ein Zeugnis der niederbergischen Kleinindustrie bieten. Nun geht der Bach in den Unterlauf über und umfließt einige Gaststätten und Restaurants, um erneut in Wälder einzutauchen. Nach einigen Kilometern lässt er die sumpfigen Wälder seines Unterlaufs hinter sich und durchfließt das Gelände der ehemaligen Zeche Pörtingsiepen. Bis zur Mündung bei Haus Scheppen in die Ruhr, beziehungsweise den Baldeneysee, verlief die Hespertalbahn ab der ehemaligen Zeche am östlichen Ufer des Baches. Dieser Streckenabschnitt wurde 1973 geschlossen und ist heute als Wanderweg ausgebaut.

### Zuflüsse
Von der Quelle zur Mündung.
- Engels Beeke (links)
- Wildenburg Beeke (links)
- Zechenbeeke (links)
- Hefeler Bach (links)
- Hefeler Siefen (links)
- Röbbeck (rechts)
- Willinghaus Beeke (rechts)
- Kempen Beeke (links)
- Tiefenthal Beeke (links)
- Bruch Beeke (links)
- Hammer Beeke (links)
- Zickelbeeke (rechts)
- Platzbeeke (links)
- Friesenbeeke (links)
- Rosentalbach (links)

## Wasserkraft
Jahrhundertelang wurden an der Hesper zahlreiche Mühlen und Hammerwerke betrieben. Die Hesper gilt als einer der ältesten Industriebäche Deutschlands. Ihre Umgebung war einer der frühesten Abbaugebiete der Ruhrkohle.

## Natur
Am Mittel- und Unterlauf des Hesperbaches befinden sich zahlreiche Wälder und Wiesen, die zum großen Teil als Landschaftsschutzgebiet ausgewiesen sind, in dem auch seltenere Arten wie Eisvogel, Wasseramsel oder Weinbergschnecke vorkommen. Der mit Wanderwegen versehene Unterlauf dient als Naherholungsgebiet.